# スターブレイカー
『スターブレイカー』（STAR BREAKER）は、1994年2月10日に日本のレイ・フォースから発売されたPCエンジンSUPER CD-ROM2用ロールプレイングゲーム。
戦闘機「ペガサス」が謎の攻撃により未知の惑星に不時着、主人公「ハリー」が戦闘機の修理に必要な部品を捜す事から旅が開始される。戦闘シーンでは属性が重視されており、敵の属性に合わせて戦い方を変更する事を特徴としている。
開発はレイ・フォースが行い、企画および総指揮、脚本は『スタートリングオデッセイ』（1993年）を手掛けた坂田文彦が担当、ゲーム・ディレクターは後に『スタートリングオデッセイII』（1994年）を手掛けた寺岡大介が担当、アニメーション・ディレクターは後にテレビ東京系テレビアニメ『スレイヤーズ』（1995年）を手掛けた渡部高志が担当、音楽は『コブラ 黒竜王の伝説』（1989年）を手掛けた中村暢之が担当、キャラクター・デザインはアニメーターの中沢一登が担当している。

## 登場キャラクター
ハリー
声：関俊彦
アリア
声：井上喜久子
イッシュ
声：渡辺久美子
レイナ
声：渡辺久美子
ガーラン
声：宮田浩徳
オレガノ
声：西村知道
ペガサス
声：沢木郁也
ウーラ
声：天野由梨
ディアレーヌ
声：まるたまり
アルト
声：細井治
カノン
声：森川智之
ロザンドル
声：二又一成

## 音楽
エンディングテーマ
- 「輝く夢を抱きしめて…」
  - 作詞：藤井亨
  - 作曲：中村暢之
  - 歌：後藤叶圭
  - プロデュース：坂田文彦

## スタッフ
- 企画、原作、脚本、総指揮：坂田文彦
- ゲーム・ディレクター：寺岡大介
- アニメーション・ディレクター：渡部高志
- キャラクター・デザイン：中沢一登
- 企画補佐：石山雅代、野村郁朋、大町光徳
- プログラム
  - メイン・プログラム：三枝直樹
  - ビジュアル・プログラム：松田哲哉
  - バトル・プログラム：丸山武志
  - サブ・プログラム：川原英明
- グラフィック：えのもとじゃん、瀬川俊彦、高山奈巳、笹川泰英、内山紳介
- マップ・デザイン：栗山潤
- スーパーバイザー：三田隆治
- スペシャル・サンクス：宮崎万企夫、米沢昭子、青木雅子、川本純子
- 音楽：中村暢之
- 協力：（株）ジオ・ファクトリー、（株）東京キッズ、（株）ソリッドゴールド、（株）ヤカ、（株）YOUMEX、（株）リヴレ、（株）オーパス

## 評価
ゲーム誌『ファミコン通信』の「クロスレビュー」では6・5・5・6の合計22点（満40点）、『月刊PCエンジン』では80・85・80・80・85の平均82点（満100点）、『電撃PCエンジン』では55・65・70・75の平均66.25点（満100点）、『PC Engine FAN』の読者投票による「ゲーム通信簿」での評価は以下の通りとなっており、20.9点（満30点）となっている。
| 項目 | キャラクタ | 音楽 | お買得度 | 操作性 | 熱中度 | オリジナリティ | 総合 |
| 得点 | 3.9        | 3.4  | 3.3      | 3.4    | 3.5    | 3.4            | 20.9 |